# Lamborghini Huracán
Lamborghini Huracán (Spaniolă pentru „uragan”; pronunție în spaniolă [uɾaˈkan]) este o mașină sport construită de Lamborghini, care înlocuiește cea mai vândută și produsă mașină Lamborghini Gallardo. Huracán și-a făcut debutul la saloanele auto la Salonul Auto de la Geneva din 2014 și fost lansat în al doilea trimestru al anului 2014. Numele Huracan LP 610-4 vine de la faptul că această mașină are 610 cai putere și tracțiune integrală.
Huracán a fost numită „Supermașina Anului 2014” de revista auto Top Gear.

## Legături externe
- Site web oficial